# Европейски път E47
Европейски път Е47 е европейски автомобилен маршрут от категория А, свързващ градовете Хелсингбори (Швеция) и Любек (Германия). Дължината на маршрута е 342 km.

## Маршрут
Маршрутът на Е47 преминава през 3 европейски страни, и включва два фериботни прехода.
- Швеция: Хелсингбори – ферибот —
- Дания: Хелсингьор – Копенхаген – Кьоге – Вордингборг – Фаре – Рьодбю – ферибот —
- Германия: Путгарден – Олденбург – Любек

Е47 се пресича със следните маршрути:
- E55
- E20
- E04
- E22

## Галерия
- Южен мост Фаре
- Северен мост Фаре
- Мост в Германия